# Marko Simonović
Marko Simonović (serbisch-kyrillisch Марко Симоновић; * 30. Mai 1986 in Priština, Sozialistische Föderative Republik Jugoslawien) ist ein serbischer Basketballspieler. Neben Vereinen in seiner Heimat spielte Simonović in der Basketball-Bundesliga 2011/12 auch eine Saison für den deutschen Erstligisten ALBA Berlin. In der Saison 2012/13 spielt er für Roter Stern in der serbischen Hauptstadt Belgrad, mit dem er 2013 nationaler Pokalsieger wurde.

## Karriere

### Verein
2003 wechselte Simonović von KK Radnički Belgrad zum Lokalrivalen KK Lavovi 063 in Belgrad, für den er in der höchsten nationalen Spielklasse spielte. Nach der Auflösung der Mannschaft 2005 wechselte er nach Niš zu Ergonom, bevor er sich zu Beginn der Spielzeit 2006/07 dem belgischen Meister aus Ostende anschloss. Bereits im Dezember 2006 kehrte er in seine serbische Heimat zurück und spielte für KK Hemofarm in Vršac, mit dem er in der zweiten Saison 2008 jeweils die Finalspiele in der Adria-Liga und in der serbischen Meisterschaft gegen KK Partizan Belgrad verlor.
Für die Spielzeit 2008/09 wechselte Simonović nach Montenegro zum dort dominierenden KK Budućnost aus der Hauptstadt Podgorica, mit dem er in der Folge auch dreimal das nationale Double aus Meisterschaft und Pokal gewann. Beste Platzierung in der Adria-Liga war das Erreichen des Halbfinales 2011, welches gegen Titelverteidiger KK Partizan mit vier Punkten verloren ging. Im europäischen Vereinswettbewerb ULEB Eurocup schied man 2009 und 2011 jeweils in der ersten Gruppenphase aus. Im folgenden Eurocup 2011/12 erreichte Simonović mit seinem neuen Verein, dem deutschen Vizemeister ALBA aus der deutschen Hauptstadt Berlin, zusammen in einer Gruppe mit Budućnost die nächste Runde. Während Budućnost noch bis ins Viertelfinale dieses Wettbewerbs vorstieß, schied ALBA bereits in der Zwischenrunde der 16 besten Mannschaften aus. Auch in der nationalen Meisterschaft schied der deutsche Vizemeister trotz Heimvorteil in der ersten Play-off-Runde gegen den Aufsteiger s.Oliver Baskets aus.
Für die Saison 2012/13 unterschrieb Simonović in Belgrad einen Vertrag bei Roter Stern, mit dem er 2013 den nationalen Pokalsieg im Finale gegen den Lokalrivalen KK Partizan feierte.

### Nationalmannschaft
Simonović war Teil der serbischen Nationalmannschaft, die bei der Basketball-Weltmeisterschaft 2014 die Silbermedaille errang.